# Gardzin
Gardzin – wieś sołecka w Polsce położona w województwie zachodniopomorskim, w powiecie łobeskim, w gminie Resko.
| SIMC    | Nazwa  | Rodzaj     |
| ------- | ------ | ---------- |
| 0782422 | Gozdno | przysiółek |

W latach 1975–1998 miejscowość administracyjnie należała do województwa szczecińskiego.